# میوسا
میوسا (نروژی: Mjøsa) بزرگترین دریاچه نروژ و همچنین یکی از عمیق‌ترین دریاچه‌های نروژ و اروپا است. این دریاچه چهارمین دریاچه عمیق در نروژ است. این دریاچه در بخش جنوبی نروژ، در حدود ۱۰۰ کیلومتری (۶۲ مایلی) شمال شهر اسلو واقع شده‌است. ریزابه اصلی آن رودخانه گودبراندسدالسلوگن است که از شمال به داخل دریاچه می‌ریزد و تنها شاخابه آن رودخانه ورما در جنوب است. جریان ورودی از نظر تئوری به ۵٫۶ سال برای پر کردن دریاچه نیاز دارد. با عمق متوسط حدود ۱۵۳ متر (۵۰۲ فوت)، بیشتر حجم دریاچه زیر سطح دریا است. میانگین خروجی دریاچه (اندازه‌گیری شده از سال ۱۹۳۱ تا ۱۹۸۲) ۳۱۶ متر مکعب بر ثانیه (۱۱۲۰۰ فوت مکعب) است که حدود ۹٬۹۵۹٬۰۰۰٬۰۰۰ متر مکعب در سال است. میوسا حاوی حدود ۵۶ کیلومتر مکعب آب در مقایسه با ۱۵ کیلومتر مکعب در دریاچه رسواتنه است که دومین دریاچه بزرگ از نظر حجم در نروژ است.
توماس مالتوس در سال ۱۷۹۹ به نروژ سفر کرد بود که خاطرات او شامل توصیفی از میوسا است. مالتوس نوشت که میوسا هم به عنوان دریاچه و هم به عنوان رودخانه ظاهر می‌شود زیرا سواحل توسط کوه‌ها مشخص می‌شوند و جایی که دره گسترده‌تر می‌شود، آب فضا را پر می‌کند. به گفته مالتوس، در پایین (میننهسون) دریاچه فقط مانند یک رودخانه ظاهر می‌شود و در نقشه ورما نامیده می‌شود.